# Aeroportul Internațional Beirut–Rafic Hariri
Aeroportul Internațional Beirut–Rafic Hariri (IATA: BEY, ICAO: OLBA) este un aeroport din Beirut, Guvernoratul Beirut, Liban ce deservește zona Beirut. Aeroportul a fost tranzitat în 2018 de 8.834.819 pasageri. A fost deschis în 1954 și numit după zona deservită.
Situat la o altitudine de 27 m, aeroportul dispune de 3 piste.

## Infrastructură

### Piste
Aeroportul dispune de 3 piste: 
- pista 03/21 din beton, cu dimensiunile 3.800 m × 45 m
- pista 16/34 din beton, cu dimensiunile 3.395 m × 45 m
- pista 17/35 din asfalt, cu dimensiunile 3.250 m × 45 m